# Parade's End
Parade's End è una miniserie televisiva britannica del 2012 trasmessa su BBC Two e BBC HD basata sulla tetralogia omonima di Ford Madox Ford. Si tratta di una coproduzione tra la rete britannica BBC, la rete americana HBO e la radiotelevisione pubblica fiamminga VRT.

## Trama
Christopher Tietjens è un aristocratico britannico strenuamente legato ai valori edwardiani nonostante il mondo intorno a lui stia radicalmente cambiando. È talmente intransigente che si dimette dal suo lavoro quando il dipartimento di statistica gli chiede di manipolare alcuni dati e rimane fedele alla moglie Sylvia anche quando lei lo lascia per un altro uomo. Quando Christopher si innamora della giovane suffragetta Valentine deve affrontare una battaglia interiore tra ciò che prova per lei e ciò che ritiene un comportamento corretto. Sullo sfondo della prima guerra mondiale si sviluppa una drammatica storia d'amore e di guerra.

## Personaggi e interpreti
- Christopher Tietjens, interpretato da Benedict Cumberbatch.
- Sylvia Tietjens, interpretata da Rebecca Hall.
- Valentine Wannop, interpretata da Adelaide Clemens.
- Signora Wannop, interpretata da Miranda Richardson.
Madre vedova di Valentine.
- Edward Wannop, interpretato da Freddie Fox.
Fratello più giovane di Valentine.
- Signora Satterthwaite, interpretata da Janet McTeer.
Madre di Sylvia.
- Padre Consett, interpretato da Ned Dennehy.
- Tietjens Senior, interpretato da Alan Howard.
- Mark Tietjens, interpretato da Rupert Everett.
Fratellastro di Christopher.
- Vincent MacMaster, interpretato da Stephen Graham.
- Edith Duchemin, interpretata da Anne-Marie Duff.
- Reverendo Duchemin, interpretato da Rufus Sewell.
Marito di Edith.
- Generale Edward Campion, interpretato da Roger Allam.
- Capitano McKechnie, interpretato da Patrick Kennedy.
- Colonnello Bill Williams, interpretato da Steven Robertson.
- Evie, interpretata da Lucinda Raikes.
Cameriera di Sylvia.
- Gerald Drake, interpretato da Jack Huston.
Ex amante di Sylvia.
- Peter "Potty" Perowne, interpretato da Tom Mison.
Coinvolto in una relazione con Sylvia.
- Lord Brownlie, interpretato da Jamie Parker.
Ammiratore di Sylvia.
- Bobbie Pelham, interpretata da Anna Skellern.
Miglior amico di Sylvia.
- Lady Glorvina, interpretata da Sasha Waddell.
Madre di Bobbie Pelham.
- Capitano Notting, interpretato da Henry Lloyd-Hughes.

## Produzione
Il costo totale della produzione è stimato attorno alle 12 milioni di sterline e sono state utilizzate 146 location tra Belgio e Regno Unito tra cui: Freemasons' Hall a Londra, St. Thomas a Becket Church nel Kent, Dorton House a Sevenoaks, Duncombe Park a Helmsley. In Belgio le riprese sono state effettuate ad Aalter, Nieuwpoort, Veurne e Vorselaar.